# Ils m'aimeront quand je serai mort
Pour plus de détails, voir Fiche technique et Distribution.
Ils m'aimeront quand je serai mort (They'll Love Me When I'm Dead) est un film documentaire américain de 2018, réalisé par Morgan Neville (en), dont le sujet est la réalisation et le tournage du film De l'autre côté du vent (The Other Side of the Wind), une œuvre inachevée d'Orson Welles.
Le film est présenté en première mondiale à la Mostra de Venise le 30 août 2018 puis sort sur Netflix le 2 novembre 2018.

## Fiche technique
- Titre : Ils m'aimeront quand je serai mort
- Titre original : They'll Love Me When I'm Dead
- Réalisation : Morgan Neville (en)
- Scénario :
- Photographie :
- Montage : Aaron Wickenden, Jason Zeldes
- Musique : Daniel Wohl
- Pays d'origine : États-Unis
- Langue originale : anglais
- Format : couleur
- Genre : documentaire
- Durée : 98 minutes
- Dates de sortie :
  - Italie : 30 août 2018 (Festival du Film de Venise)

## Distribution
- Alan Cumming (narrateur)
- Orson Welles
- Peter Bogdanovich
- Oja Kodar
- Frank Marshall
- Cybill Shepherd
- Beatrice Welles
- Steve Ecclesine
- R. Michael Stringer
- Peter Jason
- Larry Jackson
- Neil Canton
- Joseph McBride
- Simon Callow
- George Stevens Jr.
- Michael Ferris
- Jonathon Braun
- Henry Jaglom
- Richard Waltzer
- Glenn Jacobson
- Eric Sherman
- Gary Graver
- Jeanne Moreau
- Mary Ann Newfield
- Dominique Antoine
- Louis Race
- Yves Deschamps
- Josh Karp
- Robert Random
- Michael Fitzgerald
- Danny Huston
- Pat McMahon
- Andrés Vicente Gómez
- John Huston
- Celeste Huston
- Rich Little
- Connie Barzaghi
- Sean Graver
- Cathy Rucker
- Keith Baxter
- Howard Grossman
- Bob Kensinger
- Freddie Gillette
- Cameron Mitchell
- Norman Foster
- Dennis Hopper
- Cathy Lucas
- Peter Pilafian
- Warren Beatty
- Michael Caine
- John Carroll
- Dick Cavett
- Claude Chabrol
- Sean Connery
- Joseph Cotten
- Faye Dunaway
- Carrie Fisher
- Alec Guinness
- Mark Hamill
- Curtis Harrington
- Mary Hart
- Rita Hayworth
- Charlton Heston
- Peter Jennings
- Janet Leigh
- Jack Lemmon
- Paul Mazursky
- Mercedes McCambridge
- Jack Nicholson
- Ryan O'Neal
- Anthony Perkins
- Burt Reynolds
- Charlie Rose
- Frank Sinatra
- Tom Snyder
- Paul Stewart
- Susan Strasberg
- Barbra Streisand
- Liv Ullmann

## Production
En mai 2017, il est annoncé que Morgan Neville réalisera un film documentaire sur la réalisation du film d'Orson Welles De lautre côté du vent. Il sera produit par Neville, Josh Karp, Korelan Matteson et Filip Jan Rymsza. 
Netflix distribue le film et il sort sur le service de streaming le 2 novembre 2018.

## Sortie
Le documentaire a eu ses premières au Festival du Film de Venise et au Festival du Film de Telluride le 30 août 2018,,. Il est ensuite projeté au Festival du film de New York en octobre 2018. Le 1er novembre 2018, il ouvre la série de films Doc Stories de SFFILM à San Francisco.  
They'll Love Me When I'm Dead, qui tire son nom d'un commentaire prophétique que Welles a fait à Peter Bogdanovich, se concentre sur le retour de Welles aux États-Unis au début des années 1970 pour tourner son film de retour malheureux à Hollywood. Le documentaire se termine par sa mort en octobre 1985. Neville déclare « Welles est le protagoniste de mon documentaire. L'autre côté du vent est tellement autobiographique, même s'il a dit que ce n'était pas le cas ».